# Pavonia salmonea
Pavonia salmonea är en malvaväxtart som beskrevs av Grings och Boldrini. Pavonia salmonea ingår i släktet påfågelsmalvor, och familjen malvaväxter. Inga underarter finns listade i Catalogue of Life.